# Malick Thiaw
Malick Thiaw (8. srpen 2001, Düsseldorf, Německo) je německý fotbalový obránce, hrající od roku 2022 za italský Milán.

## Přestupy
- Schalke – Milán 8 800 000 Euro

## Kariéra

### Klubová
Narodil se senegalskému otci a finské matce v roce 2001 v německém Düsseldorfu. Fotbal začal hrát za místní Fortuna Düsseldorf do roku 2010. Poté hrál za mládežnické týmy v Leverkusenu a Mönchengladbachu a od roku 2015 se stal hráčem Schalke. První utkání za dospělé odehrál v březnu 2020. V létě roku 2022 jej koupil italský klub Milán a podepsal 5letou smlouvu. První utkání odehrál 16. října proti Veroně (2:1). Od února 2023 hrál již pravidelně v základní sestavě a pomohl klubu do semifinále LM.

### Reprezentační
Za Německou U21 již odehrál šest utkání a byl na ME U21 2021, kde získal zlatou medaili. Za seniorský národní tým odehrál první zápas 16. června 2023 proti Polsku (0:1).

## Statistika
| Sezóna            | Klub              | Liga              | Liga   | Liga | Domácí poháry | Domácí poháry | Domácí poháry | Kontinentální poháry | Kontinentální poháry | Kontinentální poháry | Celkem | Celkem |
| Sezóna            | Klub              | Soutěž            | Zápasy | Góly | Soutěž        | Zápasy        | Góly          | Soutěž               | Zápasy               | Góly                 | Zápasy | Góly   |
| ----------------- | ----------------- | ----------------- | ------ | ---- | ------------- | ------------- | ------------- | -------------------- | -------------------- | -------------------- | ------ | ------ |
| 2019/20           | Schalke           | Bundesliga        | 4      | 0    | NP            | 0             | 0             | -                    | 0                    | 0                    | 4      | 0      |
| 2020/21           | Schalke           | Bundesliga        | 19     | 1    | NP            | 3             | 0             | -                    | 0                    | 0                    | 22     | 1      |
| 2021/22           | Schalke           | 2. Bundesliga     | 31     | 2    | NP            | 1             | 0             | -                    | 0                    | 0                    | 32     | 2      |
| 2022              | Schalke           | Bundesliga        | 3      | 0    | -             | 0             | 0             | -                    | 0                    | 0                    | 3      | 0      |
| Celkem za Schalke | Celkem za Schalke | Celkem za Schalke | 57     | 3    | -             | 4             | 0             | -                    | 0                    | 0                    | 61     | 3      |
| 2022/23           | Milán             | Serie A           | 20     | 0    | IP+IS         | 0+0           | 0+0           | LM                   | 4                    | 0                    | 24     | 0      |
| 2023/24           | Milán             | Serie A           | 21     | 0    | IP            | 0             | 0             | LM+EL                | 5+4                  | 0+0                  | 30     | 0      |
| 2024/25           | Milán             | Serie A           | 21     | 0    | IP+IS         | 2+2           | 0             | LM                   | 5                    | 1                    | 30     | 1      |
| Celkem za Milán   | Celkem za Milán   | Celkem za Milán   | 62     | 0    | -             | 4             | 0             | -                    | 18                   | 1                    | 84     | 1      |
| Celkově           | Celkově           | Celkově           | 119    | 3    | -             | 8             | 0             | -                    | 18                   | 1                    | 145    | 4      |

## Úspěchy

### Klubové
- 1× vítěz 2. německé ligy (2021/22)

- vítěz italského superpoháru (1x)

Milán: 2024

### Reprezentační
- 1x na ME 21 (2021 – zlato)